# Bothrops caribbaeus
Bothrops caribbaeus är en ormart som beskrevs av Samuel Garman 1887. Bothrops caribbaeus ingår i släktet Bothrops och familjen huggormar. Inga underarter finns listade.
Arten förekommer endemisk på St. Lucia i Västindien. Honan lägger inga ägg utan föder levande ungar.